# Szászvárosszék

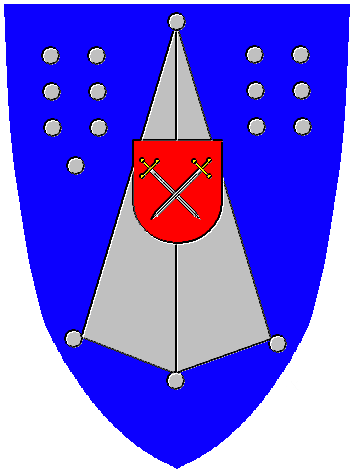
Szászvárosszék egykori címere

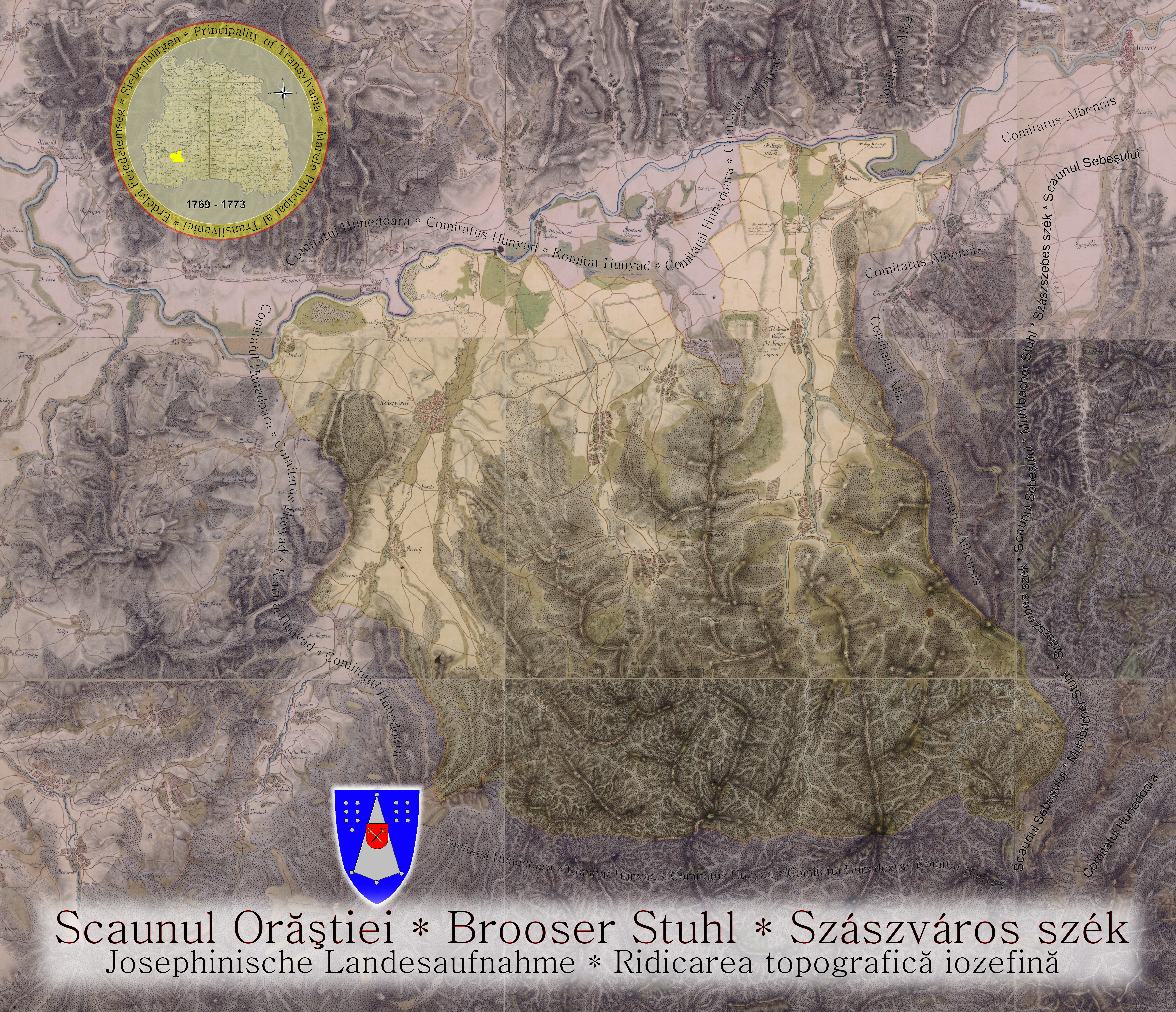
Szászvárosszék 1769 és 1773 között

Szászvárosszék (németül: Brooser Stuhl, románul: Scaunul Orăștiei) közigazgatási egység Erdélyben, 1334 és 1876 között. A legnyugatabbra fekvő szász szék volt. 1334-ben hét, szászok által lakott településből állt: a székhely Szászvárosból, Berényből, Kasztóból, Perkászból, Romoszból, Szerekából (Szarkad) és Tordosból. Ugyancsak szász lakossággal települt Alkenyér, Balomir és Felkenyér. Az 1420-as és 1479-es török hadjáratokban szász lakosságának zöme elpusztult. Csak Szászváros és Romosz maradt szász többségű, a többi faluból eltűntek a szászok. Szászvárosba magyarok és románok, Tordosra magyarok, a többi településre románok költöztek, illetve román lakossággal létrejött Kudzsir (1766 és 1851 között a katonai határőrvidékhez tartozott), Ósebeshely, Romoszhely (Kisromosz) és Vajdej (Újfalu).
1869-ben 22 479-en lakták, akik közül Keleti Károly becslése szerint 19 342 (86,0%) volt román, 1670 (7,4%) magyar és 1464 (6,5%) német anyanyelvű; 14 010 (62,3%) ortodox, 4043 (18,0%) görögkatolikus, 2004 (8,9%) római katolikus, 1303 (5,8%) evangélikus, 978 (4,4%) református és 139 (0,6%) zsidó vallású.
1876-ban Hunyad vármegyéhez csatolták.